# IE Tab
IE Tab — додаток до Mozilla Firefox, що дозволяє переглядати в Firefox вебсторінки, які коректно відображаються тільки у вебоглядачі Internet Explorer (наприклад, використовують елементи ActiveX або «розширення» стандарту HTML від Microsoft). Для відображення сторінок використовується рушій Internet Explorer замість Gecko.

## Можливості додатку
- Відображає сторінки з використанням рушія Internet Explorer у новій та поточній вкладці
- Дозволяє встановлювати відображення сторінки за допомогою контекстного меню або іконки у статус-барі Firefox
- Передає поточну сторінку в Internet Explorer (або іншу зовнішню програму)
- Дозволяє налаштувати спосіб відображення сторінки для конкретних сайтів